# ایبرهارت یونکرسدورف
ایبرهارت یونکرسدورف (آلمانی: Eberhard Junkersdorf؛ زادهٔ ۲۷ سپتامبر ۱۹۳۸) تهیه‌کننده فیلم اهل آلمان است.
از فیلم‌هایی که وی در آن‌ها نقش داشته است، می‌توان به تعهد، رزا لوکزامبورگ، ماریانه و یولیانه، نامزد و دایره فریب اشاره نمود.